# Timo Aaltonen
Pour les articles homonymes, voir Aaltonen.
Timo Antero Aaltonen (né le 11 avril 1969 à Vehmaa) est un athlète finlandais, spécialiste du lancer du poids.

## Biographie
Timo Antero Aaltonen est né le 11 avril 1969 à Vehmaa.
Il est vite attiré par le lancer de poids et passe professionnel. Sa première saison en tant que tel est celle de 1996.
Il remporte le titre des Championnats d'Europe en salle 2000, à Gand, en Belgique, en devançant avec la marque de 20,62 m l'Espagnol Manuel Martínez et le Tchèque Miroslav Menc. 
Il participe aux J.O. de 2000 mais finit seulement 12 ème du concours du lancer de poids .
Il termine au pied du podium des Championnats du monde en salle 2001 avec une marque de 20,24 m. De plus, il est sacré champion de Finlande de lancer de poids avec la marque de 19,99 m .
Il prend sa retraite du monde professionnel en 2005, à 36 ans .

## Palmarès
| Date | Compétition                    | Lieu     | Résultat | Performance |
| ---- | ------------------------------ | -------- | -------- | ----------- |
| 2000 | Championnats d'Europe en salle | Gand     | 1er      | 20,62 m     |
| 2000 | Jeux olympiques d'été de 2000  | Sydney   | 12e      | 18,64 m     |
| 2001 | Championnats du monde en salle | Lisbonne | 4e       | 20,24 m     |
| 2001 | Championnats de Finlande       | Oulu     | 1er      | 19,99 m     |

## Records
| Épreuve         | Épreuve   | Performance | Lieu     | Date             |
| --------------- | --------- | ----------- | -------- | ---------------- |
| Lancer du poids | Plein air | 20,70 m     | Eurajoki | 1er juillet 2000 |
| Lancer du poids | Salle     | 20,62 m     | Gand     | 27 février 2000  |